# Mimela fulgidivittata
Mimela fulgidivittata – gatunek chrząszcza z rodziny poświętnikowatych, podrodziny rutelowatych i plemienia Anomalini.
Gatunek ten został opisany w 1851 przez Charlesa Émile’a Blancharda.
Ciało długości od 17 do 21 mm i szerokości od 10,5 do 12 mm, w obrysie jajowate, silnie błyszczące, głęboko metalicznie zielone z rdzawymi czułkami i czerwonymi znakami na pokrywach, podobnymi do tych u M. horsfieldi. Nadustek pomarszczony. Przedplecze drobno, raczej równomiernie punktowane; o przednich kątach bardzo ostrych. Przednie golenie dwuzębne. Pokrywy, z wyjątkiem wierzchołka, delikatnie, lecz wyraźnie punktowane. Śródpiersie pośrodku tępo wystające, ale niewyciągnięte. Boki zapiersia żółtawo omszone.
Chrząszcz orientalny, znany z indyjskich stanów Asam, Arunachal Pradesh, Hariana i Sikkim oraz z Bhutanu.